# أنتوني مايلز (كرة سلة)
أنتوني مايلز (بالإنجليزية: Anthony Miles)‏ مواليد 15 ديسمبر 1989 في نيو أورلينز، هو لاعب كرة سلة أمريكي. بدأ مسيرته الاحترافية في سنة 2012. يبلغ طوله 6 قدم 1 بوصة (1.9 م). لعب مع نادي ستاروجارد جدانسكي لكرة السلة وفي إي إف ريغا.

## الإنجازات
- الدوري الهولندي لكرة السلة (2012-13)

## روابط خارجية
- أنتوني مايلز على موقع كرة السلة الأوروبية.كوم (الإنجليزية)
- أنتوني مايلز على موقع كلية كرة السلة في سبورتس رفرنس.كوم (الإنجليزية)
- أنتوني مايلز على موقع ريلجم (الإنجليزية)
- أنتوني مايلز على موقع بروبوليرز (الإنجليزية)